# Trichomachimus tubus
Trichomachimus tubus är en tvåvingeart som beskrevs av Shi 1992. Trichomachimus tubus ingår i släktet Trichomachimus och familjen rovflugor. Inga underarter finns listade i Catalogue of Life.